# Grotesque (Album)
Grotesque (Untertitel After the Gramme) ist das dritte Studioalbum der englischen Rock-Band The Fall. Es wurde am 17. November 1980 auf dem Label Rough Trade veröffentlicht.

## Hintergrund
Marc Riley spielte bei einigen Stücken Orgel. Das Album war das erste der Band mit Paul Hanley, der in dem Jahr im Alter von nur 16 in die Gruppe eingestiegen war. Vor dem Album wurden die Singles How I Wrote ‘Elastic Man’ und Totally Wired veröffentlicht, die später auf CD-Wiederveröffentlichungen des Albums enthalten waren. Das auffällige vollfarbige Sleeve (das erste dieser Art der Band) wurde von Mark E. Smiths Schwester Suzanne gezeichnet.

## Titelliste
Alle Texte: Mark E. Smith
1. Pay Your Rates (Smith)
2. English Scheme (Marc Riley, Craig Scanlon, Smith)
3. New Face in Hell (Riley, Scanlon, Smith)
4. C'n'C-S Mithering (Smith, Steve Hanley, Riley, Scanlon)
5. The Container Drivers (Riley, Scanlon, Hanley, Smith)
6. Impression of J. Temperance (Riley, Scanlon, Smith)
7. In the Park (Smith)
8. W.M.C. – Blob 59 (Smith)
9. Gramme Friday (Scanlon, Riley, Smith)
10. The N.W.R.A. (Scanlon, Hanley, Smith)

Wie bereits erwähnt enthalten später veröffentlichte CD-Versionen des Albums mehr Titel. Neben How I Wrote ‘Elastic Man’ und Totally Wired sind dies die Stücke City Hobgoblins und Putta Block.

## Kritiken
Allmusic schrieb, dass die Gruppe mit dem Album richtig in Gang kommen (really started hitting its stride).
Die Stuttgarter Nachrichten beschrieben 2008 das Album in einer Retrospektive als eine einzigartige Platte, mit ganz wunderbaren Stücken.